# 桂花镇 (大姚县)
桂花镇，是中华人民共和国云南省楚雄彝族自治州大姚县下辖的一个乡镇级行政单位。
2013年2月28日，云南省人民政府批复同意撤销桂花乡，设立桂花镇。

## 行政区划
桂花镇下辖以下地区：
桂花村、大村、乌龙口村、树皮厂村、小河村、大河村、立新村、马茨村和皮左黑村。